# Ludwik-Alfred Natanson
Ludwik-Alfred Natanson (pseud. Alfred Athis) (ur. 15 sierpnia 1873 w Paryżu, zm. 12 sierpnia 1932 tamże) – syn bankiera Adama Natansona, wydawca La Revue blanche, autor francuskich sztuk teatralnych.
Uczęszczał do paryskiego Lycée Condorcet, gdzie spotkał on przyszłych malarzy Edwarda Vuillarda, Maurice Denisa, pisarza Marcela Prousta i historyka Daniela Halévy. 
Wraz z braćmi Aleksandrem i Tadeuszem uczestniczył w założeniu dwumiesięcznika La Revue blanche, który stał się ośrodkiem wymiany poglądów paryskiej awangardy artystycznej końca XIX i początku XX wieku. 
Ludwik-Alfred ożenił się z aktorką Marthe Mellot. Był zaprzyjaźniony z Jules Renardem i Tristanem Bernardem, współautorem niektórych jego sztuk teatralnych. 
Pod pseudonimem Alfred Athis napisał w języku francuskim i wystawił wiele sztuk teatralnych, m.in.:
- Les Manigances, komedia w 1 akcie, (1905)
- Vieille renommée, komedia w 1 akcie (1907)
- Floriana, sztuka w 4 aktach (w wersji hiszpańskiej) (z Tristanem Bernardem) (1907)
- Le Boute-en-train, komedia w 3 aktach (1908)
- Grasse matinée, komedia w 1 akcie (1908)
- Le Costaud des Épinettes, komedia w 3 aktach (z Tristanem Bernardem) (1910)
- Les Deux canards, sztuka w 3 aktach (z Tristanem Bernardem) (1913)
- L'admirable Crichton, fantazja w 4 aktach Jamesa Matthew Barrie, adaptacja franc. Alfreda Athisa, (1920)